# Guerre israélo-arabe de 1948
Cet article chapeaute les articles de la guerre de 1948.
- Protagonistes de la guerre israélo-arabe de 1948 traite des participants et du contexte ;
- Guerre civile de 1947-1948 en Palestine mandataire traite de la période du 30 novembre 1947 au 14 mai 1948 ;
- Guerre israélo-arabe de 1948-1949 traite des événements du 15 mai 1948 au 20 juillet 1949.

La guerre israélo-arabe de 1948, également nommée guerre de 1948,, guerre de Palestine de 1948,, guerre d'indépendance ou guerre de la Libération et al-Nakba (nom donné par les Palestiniens arabes pour cette période : « la Catastrophe »), est la guerre qui mena à la fondation de l'État d'Israël et à la naissance du problème des réfugiés palestiniens,. Elle marque également le début de l'exode des communautés juives du monde arabe,,. La guerre marque le début du conflit israélo-arabe et du conflit israélo-palestinien.
La guerre de 1948 s'est déroulée en deux phases :
- Du 30 novembre 1947 au 14 mai 1948, la Palestine toujours sous mandat britannique connaît une période de guerre civile, marquée par l'affrontement entre d'un côté des organisations armées juives et de l'autre, des Palestiniens arabes, soutenus par des volontaires provenant de pays arabes[11],[12],[13].

- À partir du 15 mai 1948, date de la fin du mandat britannique et de la fondation de l'État d'Israël, commence la première guerre israélo-arabe avec, à la suite de la débâcle des arabes palestiniens, l'intervention militaire de pays arabes contre Israël et l'envoi de corps expéditionnaires égyptien, syrien, irakien et transjordanien sur l'ancien territoire de la Palestine[11],[12],[13],[14]. Divers armistices sont signés entre février et juin 1949.